# The Blood on Satan's Claw
The Blood on Satan's Claw és una pel·lícula de terror sobrenatural britànica de 1971 dirigida per Piers Haggard i protagonitzada per Patrick Wymark, Linda Hayden i Barry Andrews. Ambientada a l'Anglaterra de principis del segle xviii, segueix els residents d'un poble rural la joventut del qual cau sota la influència d'una presència demoníaca després que un granger local desenterra un misteriós crani deformat enterrat en un camp.
El guió de la pel·lícula va ser escrit originalment per Robert Wynne-Simmons com una antologia d'històries de terror ambientades en un petit poble, i tenia el títol provisional de Satan's Skin. Després que el director Haggard fos contractat per al projecte, ell i Wynne-Simmons van reelaborar el guió en una narrativa cohesionada singular. La fotografia principal va tenir lloc l'any 1970, principalment a la regió de Chiltern Hills d'Anglaterra.
The Blood on Satan's Claw es va estrenar a Nova York l'abril de 1971, i es va estrenar posteriorment a Londres el 16 de juliol de 1971. Va rebre crítiques mitjanes de la crítica i va tenir un rendiment baix a la taquilla. En els anys següents, però, la pel·lícula ha guanyat un seguidor de culte, i diversos estudiosos del cinema l'han citat com a progenitor del gènere terror popular, juntament amb els seus contemporanis Witchfinder General (1968) i The Wicker Man (1973).

## Argument
En un poble rural de l'Anglaterra de principis del segle xviii, el granger Ralph Gower descobreix un crani deformat amb un ull intacte i una estranya pell. Insisteix que el jutge local s'ho miri, però ha desaparegut i el jutge no té en compte el que veu com les pors supersticioses de Ralph. Mentrestant, Peter Edmonton porta la seva promesa, Rosalind Barton, a conèixer la seva tia, la mestressa Banham, amb qui el jutge es queda. La mestressa Banham i el jutge desaproven el festeig i organitzen que Rosalind dormi en una habitació de l'àtic en desús. La Rosalind comença a cridar durant la nit i fereix Banham quan investiga, fent-la caure misteriosament malalta.
Malgrat les protestes de Peter, el jutge disposa que Rosalind es comprometi; mentre la condueixen fora, en Peter albira una urpa monstruosa en lloc de la seva mà. Mentrestant, tres nens troben una urpa del cos deformat d'on suposadament va sortir la calavera, mentre jugaven al costat d'un camp. Aquell vespre, la senyora Banham desapareix. Convençut que la casa conté el mal, en Peter es cola a l'habitació de l'àtic a la nit i és atacat per una criatura amb una urpa peluda. Intenta tallar-lo amb un ganivet però, quan el jutge irromp, descobreix que en Peter s'ha tallat la seva pròpia mà. Tot i que és escèptic sobre la implicació sobrenatural, el jutge pren en préstec un llibre sobre bruixeria. L'endemà, el jutge marxa cap a Londres, deixant al capdavant el pompós i lent Squire Middleton, però promet tornar.
Mark, un dels tres nens, és atret pels seus companys de classe, que fan campana de les seves classes d'escriptures perquè puguin jugar a jocs rituals en una església en ruïnes sota el seu cap, Angel Blake. Mark és enganyat perquè jugui un joc letal de gallina cega i el seu cos està amagat a la llenya de la seva família. Angel Blake intenta seduir el reverend Fallowfield. Quan ell es resisteix, ella li diu que en Mark ha mort i que "tenia el dimoni a dins, així que el vam tallar". Al funeral de Mark, el pare de l'Àngel parla amb el curador, acusant-lo d'intentar molestar a la seva filla i de matar en Mark.
La germana d'en Mark, la Cathy, està recollint flors per a la seva tomba quan dos nois l'ataquen i la lliguen sota el pretext d'un joc. Ralph, que l'ha estat festejant, la sent cridar però no la troba. Els nois porten a la Cathy a l'Angel, que la porta en processó amb els altres nens fins a l'església en ruïnes, on fan una missa negra al dimoni Behemoth, que apareix com una bèstia peluda. Els nens trenquen el vestit de la Cathy per revelar la pell a l'esquena. Tots els nens els han anat creixent aquests pegats de pell, que s'han desollat dels seus cossos per restaurar la forma física del dimoni. El culte viola i assassina de manera ritual a la Cathy, i escorxa la pell de l'esquena. Ralph troba el seu cos a l'església i la porta al curador, que allibera Fallowfield però no pot arrestar Àngel, que ha desaparegut.
Ralph troba homes que intenten descriure una noia anomenada Margaret, de qui sospiten de bruixeria. Ell la rescata i li troba pelatge a la cama. Ell convenç un metge perquè l'elimini, però quan Margaret es desperta demostra ser una servidora compromesa del diable i fuig. El jutge torna i posa gossos per seguir-la. La Margaret busca Angel, però Angel l'abandona quan s'adona que ja no porta un tros de la pell del dimoni.
Margaret és atrapada i, interrogada pel jutge, revela que el culte es reunirà a l'església en ruïnes per completar el ritual per reconstruir el cos del dimoni. El jutge reuneix una multitud per destruir el culte i el dimoni. Ralph, a la cama del qual ha brotat pelatge, es desperta a l'església envoltat del culte. Gairebé s'escolla el pelatge de les cames en tràngol abans de l'atac de la multitud. En la violència subsegüent, Angel és assassinada i el jutge mata el dimoni amb una espasa, posant fi a la maledicció sobre Ralph i tornant-lo a la normalitat.

## Repartiment
- Patrick Wymark com el jutge
- Linda Hayden com Angel Blake
- Barry Andrews com a Ralph Gower
- Michele Dotrice com a Margaret
- Wendy Padbury com a Cathy Vespers
- Anthony Ainley com el reverend Fallowfield
- Charlotte Mitchell com a Ellen
- Tamara Ustinov com a Rosalind Barton
- Simon Williams com a Peter Edmonton
- James Hayter com a Squire Middleton
- Howard Goorney com el Doctor
- Avice Landone com Isobel Banham
- Robin Davies com a Mark Vespers
- Godfrey James com el pare d'Angel

L'actriu Roberta Tovey té un paper no acreditat com a membre del grp que atrau el personatge de Padbury a la seva mort.

## Producció

### Desenvolupament
La pel·lícula va ser imaginada originalment pel guionista Robert Wynne-Simmons com una antologia de tres històries vagament connectades però separades ambientades en un poble de l'època victoriana, a petició de Tigon British Film Productions. Les històries dispars incloïen una sobre una dona tancada en un àtic per la seva tia maltractadora; un grup de nens que desenterren una carcassa monstruosa en un camp; i un home que es talla la seva pròpia mà, que és posseïda per un dimoni. Cada una de les històries estava connectada per una narració global del poble pastoral que era infiltrat per diverses forces del mal. El guió de Wynne-Simmons es va inspirar en part en la família Manson i els assassinats de nens de Mary Bell. Més tard va elaborar:
| « | El tema central de tota la pel·lícula va ser l'eliminació de les velles religions. No pel cristianisme, sinó per una creença atea que tota mena de coses s'han de bloquejar de la ment. Així que el jutge representa una il·luminació obstinada, si voleu, que diu: "No deixis que aquestes coses s'amaguin als racons foscos. Treu-les a la llum i després desfer-te'n. Quan es converteixi en un culte complet, es mostrarà." | » |

Els executius de Tigon van optar finalment perquè Wynne-Smith transposi la història a una comunitat agrícola de principis del segle xviii, després d'haver sentit que l'època victoriana havia estat esgotada per diverses pel·lícules de gènere. Wynne-Smith va declarar que els productors li van demanar específicament que inclogués una sèrie d'elements de la pel·lícula anterior de l'estudi, Witchfinder General, com ara el "Book of Witches" així com la seqüència en què Margaret és sentada en un cos d'aigua pels locals que sospiten que és una bruixa. "Això s'havia d'incloure perquè havia tingut tant d'èxit a Witchfinder General, així que ho van voler repetir", ha recordat. "Això no em va importar tant, ja que va mostrar la increïble estupidesa de la gent en aquell moment." A més, Tigon va ordenar diversos altres canvis, inclosa una nova redacció del final, que originalment va fer que el jutge reclutés una milícia per assassinar tot el poble per erradicar el culte. Els executius de Tigon van considerar que aquest final era massa desolador i es va substituir per un final en què el dimoni és derrotat i els vilatans se salven.
El director Piers Haggard va ser contractat per dirigir el projecte i va treballar amb Wynne-Smith per readaptar el guió del seu format d'antologia a una narració singular i cohesionada. Resumint el guió, Haggard va comentar el 2003:
| « | Totes les seqüències poderoses i imaginatives de l'horror són invent de Robert. No se li va treure res en el mèrit d'haver concebut aquella seqüència d'experiències, imatges i la història en un tot. La meva aportació escrita està totalment en l'àmbit del caràcter, de la subtilesa del caràcter, intentant que les relacions familiars ressonin. Algunes de les coses que no són d'acció són meves, com els nens que passegen pel bosc i et persegueixen les pors i les angoixes, etc. Aquestes coses són sobretot meves, així que aquesta va ser la meva contribució, per intentar espessir la textura. | » |

Segons el relat de Haggard, el títol provisional original de la pel·lícula era The Devil's Touch, que posteriorment es va canviar a Satan's Skin.

### Càsting
Haggard diu que Linda Hayden va haver de ser utilitzada perquè estava sota contracte amb Tony Tenser. Tamara Ustinov, la filla de l'actor Peter Ustinov, va ser seleccionada en part pel seu nom. El paper del jutge es va oferir originalment a Peter Cushing, que el va declinar a causa de la malaltia de la seva dona; Es va tenir en compte Christopher Lee, però el seu caché era massa alt per al pressupost, així que Patrick Wymark va ocupar al seu lloc, Fou la darrera pel·lícula en anglès de Wymark i fou estrenada tres mesos després de la seva mort.
Amb el repartiment més jove, Haggard va dedicar dues setmanes abans del rodatge a fer assajos.

### Rodatge

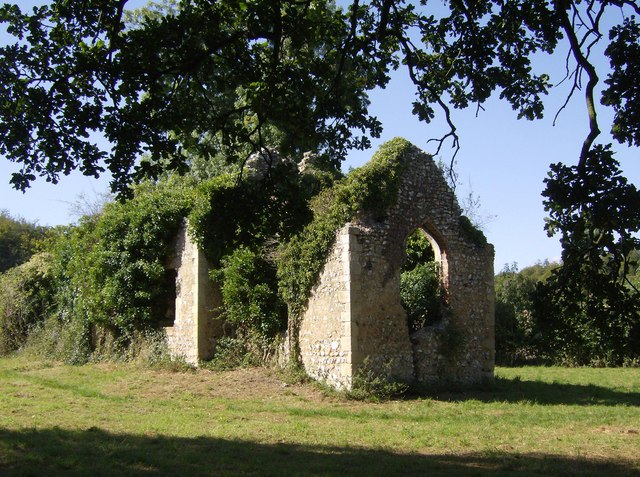
L'església en ruïnes de Saint James a Bix Bottom va ser l'escenari d'alguns dels les seqüències més dramàtiques de la pel·lícula

El rodatge va començar el 14 d'abril de 1970 amb un pressupost inicial de 75.000 £, que es va ampliar fins a 82.000 £. El rodatge va durar aproximadament vuit setmanes, i va tenir lloc principalment al petit poble de Bix Bottom, Oxfordshire, situat a les Chiltern Hills. L'església en ruïnes que ocupa un lloc destacat és l'antiga església de Saint James a Bix Bottom, que havia estat abandonada el 1875. Abans de la seva aparició a The Blood on Satan's Claw, l'església s'havia utilitzat com a ubicació a The Witches (1966).
L'escena en què els vilatans celebren un funeral per Mark Vespers es va rodar al poble de Hurley, mentre que parts de les seqüències del bosc es van filmar a la Reserva Natural de Warburg i al [[Black Park]. ]] a prop d'Iver Heath, Buckinghamshire. A més, algunes rodatges van tenir lloc als Estudis Pinewood.
Alguns dels membres més joves del repartiment, especialment Hayden, Ustinov i Richard Williams, van recordar que la direcció de Haggard era concisa i que el rodatge va funcionar sense problemes.
La pel·lícula va ser rodada pel director de fotografia Dick Bush. Quan va idear els elements visuals de la pel·lícula, Haggard es va veure influenciat pels treballs d'Ingmar Bergman, especialment El setè segell (1957) i La font de la donzella (1960). Haggard va adoptar un estil "pintòric" per la pel·lícula, marcat per angles de càmera baixos que llancen els actors sobre paisatges alts contra cel obert.
Anthony Ainley, que interpreta un predicador seduït pel personatge de Linda Hayden, va dir una vegada en una entrevista: "Quan es tracta de fer l'escena on Angel entra nua a la rectoria a la nit i es desvesteix això es va fer almenys tres vegades i Linda va ser perfecta amb cada presa... era una professional total amb un sentit refinat de l'eròtic inusual per a la seva edat... Crec que només tenia 17 anys en aquell moment."

### Banda sonora
La partitura de la pel·lícula va ser composta per Marc Wilkinson, un compositor australià que abans havia treballat al costat de Haggard al National Theatre. "[Ell] tenia un domini meravellós dels sons estranys, ", va dir el director. "No era algú que mai et donaria un so de fons. I crec que s'ha superat absolutament a si mateix. Sens dubte, és una de les millors partitures que he tingut mai per a una pel·lícula."

## Estrena

### Distribució i taquilla
The Blood on Satan's Claw va ser adquirida per la companyia de distribució nord-americana, Cannon Films, que la va estrenar als cinemes als Estats Units a la primavera de 1971, i l’estrena Nova York va tenir lloc el 15 d'abril de 1971. Es va presentar amb freqüència al circuit de cinema drive-in nord-americà durant la resta de 1971.
A la seva Anglaterra natal, la pel·lícula va ser aprovada pel British Board of Film Classification (BBFC) amb una classificació X, i es va estrenar a Londres el 16 de juliol de 1971. El BBFC va obligar a retallar menys de deu segons, tot i que algunes seqüències es van enfosquir òpticament, inclosa l'escena en què un àngel nu intenta seduir el cura. Segons la guionista Wynne-Simmons, una foto d'Angel fent sexe oral amb el dimoni també es va truncar i enfosquir significativament, tot i que una breu part apareix al tall final de la pel·lícula. Per al seu estrena a Anglaterra, Tigon British Film Distributors va assegurar el New Victoria Cinema per projectar el pel·lícula, que va acollir 2.600 convidats. No obstant això, després de les baixes vendes d'entrades, la pel·lícula va ser retirada del cinema després de projectar-se només una setmana.

### Resposta crítica
Quan es va estrenar a les sales, The Blood on Satan's Claw, les ressenyes dels crítics de cinema van ser favorables a mitges. Vincent Canby de The New York Times va elogiar les actuacions de la pel·lícula, i va afegir que té "molt de la qualitat d'una obra de H.P. Lovecraft, fins i tot en la vulnerabilitat dels seus personatges heroics, així com en el seu paisatge pastoral que conté l'amenaça d'"eeveel" dins de tots els clars tapats de sol. Sobretot, conté la perfecta imatge de Lovecraft. acceptació directa d'un univers l'ordre natural del qual pot, en qualsevol moment, ser bolcat per un desordre sobrenatural."
Al lloc web de l'agregador de ressenyes Rotten Tomatoes, la pel·lícula té una puntuació d'aprovació del 70% basada en 10 ressenyes, amb una puntuació mitjana de 6,3/10.

### Mitjans domèstics
The Blood on Satan's Claw fou llançat per primera vegada en VHS als Estats Units el 1985 per Paragon Video Productions. Va ser reeditat en aquest format el 1993 per MGM Home Entertainment. En El 2005, va ser llançat per Anchor Bay Entertainment en una caixa de Region 2 juntament amb altres pel·lícules de Tigon British Film Distributors, incloses Witchfinder General, The Beast in the Cellar i altres.
El segell britànic Odeon Entertainment va llançar The Blood on Satan's Claw a Blu-ray el 2013. El maig de 2019, Screenbound Pictures, amb seu a Anglaterra, va emetre un DVD i un Blu-ray d'edició limitada amb una nova restauració de la pel·lícula.Al novembre de 2019, Severin Films va seguir amb un altre Blu-ray d'edició limitada, juntament amb un CD addicional de la partitura original, limitat a 3.000 unitats.

## Llegat
En els anys transcorreguts des del seu llançament, The Blood on Satan's Claw s'ha guanyat un petit grup de seguidors de culte. A la seva sèrie documental de la BBC del 2010 A History of Horror, l'escriptor i actor Mark Gatiss es va referir a la pel·lícula com un bon exemple del subgènere de "folk horror", agrupant-la amb Witchfinder General i The Wicker Man, pel·lícules que giren al voltant de les supersticions i el folklore britànic. Gatiss va aparèixer en una adaptació de la pel·lícula, al costat de Linda Hayden (fent un paper diferent al que va interpretar a la pel·lícula), publicada per Audible.com el 2018.